# Handelshögskolan PAR
Handelshögskolan PAR (kroatiska: Visoka poslovna škola PAR) är en privatägd handelshögskola i Rijeka i Kroatien. Den etablerades år 2011 och var vid grundandet den första och ditintills enda privata institutionen för högre utbildning i Primorje-Gorski kotars län. Högskolan erbjuder filosofie kandidatexamen i företagsekonomi och affärsledning.
Handelshögskolan huvudkontor är beläget på gatuadressen Trg Riječke rezolucije 4 (Rijekarevolutionens torg 4) i Gamla stan. Bokstäverna "PAR" i högskolans namn är en akronym för det kroatiska namnet "Poslovna akademija Rijeka" (Rijekas handelsakademi).

## Internationellt samarbete
Sedan år 2014 är Handelshögskolan PAR medlem av Erasmus+ som är Europeiska unionens program för utbildning, ungdom och idrott i Europa.